# Park Row
Park Row (br A Dama de Preto) é um filme de drama estadunidense de 1952 escrito, dirigido e produzido por Samuel Fuller. A história é sobre jornalismo e Fuller, que fora repórter em Nova Iorque, o considera seu filme favorito apesar de não ter se saído bem nas bilheterias.
O título se refere a uma rua de Manhattan onde a maioria dos jornais de Nova Iorque estão sediados.

## Elenco
- Gene Evans...Phineas Mitchell
- Mary Welch...Charity Hackett
- Bela Kovacs... Ottmar Mergenthaler
- Herbert Heyes...Josiah Davenport
- Tina Pine...Jenny O'Rourke
- George O'Hanlon...Steve Brodie
- J. M. Kerrigan...Dan O'Rourke
- Forrest Taylor...Charles A. Leach
- Don Orlando...Senhor Angelo
- Neyle Morrow...Thomas Guest
- Dick Elliott...Jeff Hudson
- Stuart Randall...Senhor Spiro
- Dee Pollock...Rusty
- Hal K. Dawson...Senhor Wiley

## Sinopse
Em 1886, o repórter Phineas Mitchell é despedido de The Star após se desgostar com a cobertura jornalística que levou um acusado à pena de morte, injustamente segundo ele. Mitchell funda um novo diário, "The Globe", com a ajuda do gráfico Charles A. Leach e de outros ex-funcionários do Star que o apoiaram e também foram despedidos. Ele começa a cobrir o caso de Steve Brodie, um homem que saltou da Ponte do Brooklyn e sobreviveu, e protesta pelo fato dele ter sido preso logo em seguida. A reportagem chama a atenção de Charity Hackett, a herdeira proprietária de The Star e quem despedira Mitchell. Novas campanhas de sucesso do The Globe como a que inicia uma coleta de fundos para a construção do pedestal da Estátua da Liberdade e o desenvolvimento do linotipo, máquina que aumentará enormemente as tiragens diárias, acirram a competição com Hackett, que inicia uma "guerra" violenta contra Mitchell.